# Stazione di Fossacesia-Torino di Sangro
Stazione di Fossacesia-Torino di Sangro vasútállomás Olaszországban, Fossacesia településen.

## Vasútvonalak
Az állomást az alábbi vasútvonalak érintik:
- Ancona–Lecce-vasútvonal

## Kapcsolódó állomások
A vasútállomáshoz az alábbi állomások vannak a legközelebb:
- Stazione di Casalbordino-Pollutri
- Stazione di San Vito-Lanciano